# Santa Clara de Olimar
Santa Clara de Olimar je mali grad (villa) u departmanu Treinta y Tres na istoku Urugvaja. Grad se nalazi na granici s departmanom Cerro Largo, a najbliže naselje susjednog departmana je selo Tupambaé, koje se nalazi 12 kilometara sjeverozapadno. 
Grad je osnovan 7. ožujka 1878. pod imenom "Olimar". Status sela (pueblo) dobilo je 12. lipnja 1911., a gradskom poveljom 21. kolovoza 1962. grad je preimenovan u "Santa Clara de Olimar" te je dobio status malog grada (gradića, villa).

## Stanovništvo
Prema popisu stanovnika iz 2011. godine Santa Clara de Olimar ima 2.341 stanovnika.
| Godina | Stanovništvo |
| ------ | ------------ |
| 1963.  | 2.732        |
| 1975.  | 2.829        |
| 1985.  | 2.423        |
| 1996.  | 2.459        |
| 2004.  | 2.305        |
| 2011.  | 2.341        |

- Izvor: Državni statistički zavod Urugvaja.[3]

## Vanjske poveznice
- (šp.) Nuestra Terra, Colección Los Departamentos, Vol.4 "Treinta y Tres"  Arhivirana inačica izvorne stranice od 22. ožujka 2016. (Wayback Machine)